# Hwoźnica
Hwoźnica (biał. Гвозніца, Hwoznica; ros. Гвозница, Gwoznica) – agromiasteczko na Białorusi, w obwodzie brzeskim, w rejonie małoryckim, w sielsowiecie Hwoźnica.
Siedziba parafii prawosławnej; znajduje się tu cerkiew pw. Zaśnięcia Matki Bożej.

## Historia
Wieś ekonomii brzeskiej w drugiej połowie XVII wieku. 
W XIX i w początkach XX w. wieś i majątek ziemski położone w Rosji, w guberni grodzieńskiej, w powiecie brzeskim.
W dwudziestoleciu międzywojennym leżała w Polsce, w województwie poleskim, w powiecie brzeskim, w gminie Miedna. Po II wojnie światowej w granicach Związku Sowieckiego. Od 1991 w niepodległej Białorusi.